# Amir Naderi
Amir Naderi (in persiano: امیر نادری; Abadan, 15 agosto 1946) è un regista, sceneggiatore e fotografo iraniano.

## Biografia
Orfano in tenera età, conduce un'infanzia da film neorealista, vivendo per strada e facendo le cose più diverse per sopravvivere. Trasferitosi a Teheran, già da adolescente si avvicina al mondo della fotografia e del cinema, lavorando per quotidiani e riviste e facendo il fotografo di scena e l'assistente alla regia. Tra il 1972 e il 1988 realizza undici film in Iran, partendo da formule convenzionali per approdare ad un cinema sempre più visionario e anti-narrativo.
Alla fine degli anni ottanta si trasferisce negli Stati Uniti d'America, a New York, dove si dedica sia al cinema (inserendosi nell'ambiente del cinema indipendente americano) che alla fotografia (New York City 1997 Frescoes).
A, B, C... Manhattan è stato presentato al Festival di Cannes 1997, nella sezione Un Certain Regard. Marathon - Enigma a Manhattan è stato presentato al Torino Film Festival 2002 ed è il suo primo film ad avere avuto una distribuzione cinematografica in Italia, dove i suoi film precedenti sono stati visti solo nel programma Fuori orario di Rai 3. Anche il successivo Sound Barrier (2005) è stato presentato, fuori concorso, al festival torinese.
Nel 2006 il Museo nazionale del cinema di Torino gli ha dedicato una retrospettiva completa ed ha presentato la mostra fotografica intitolata Bullshit Walks Money Talks. Attraversando Las Vegas, nata dall'interesse per Las Vegas e da un progetto di film non ancora realizzato.
Nel 2008 ha presentato in concorso alla 65ª Mostra del cinema di Venezia Vegas: Based on a True Story con Nancy La Scala.

## Filmografia

### Regista
- Khodâ hâfez rafiq (1972)
- Saz-e dahani (1973)
- Tangsir (1973)
- Tangnâ (1973)
- Entezar (1974)
- Marsiyeh (1976)
- Sâkt-e Irân, Sâkt-e America (1978)
- Jostoju 1 (1980)
- Jostoju 2 (1982)
- Il corridore (Davandeh) (1985)
- Acqua, vento, sabbia (Ab, bâd, khâk) (1988)
- Manhattan by Numbers (1993)
- A, B, C... Manhattan (A, B, C... Manhattan) (1997)
- Marathon - Enigma a Manhattan (Marathon) (2002)
- Sound Barrier (2005)
- Vegas: Based on a True Story (2008)
- Cut (2011)
- Mise en scène with Arthur Penn (a conversation) - documentario (2014)
- Monte (2016)
- Magic Lantern (2018)

### Produttore
- The Neighbor (Hamseyeh), regia di Naghmeh Shirkhan (2010)